# Listă de filme italiene din 1910
Aceasta este o listă de filme italiene din 1910:

## Lista
| Titlu           | Regizor | Actori | Gen | Note |
| --------------- | ------- | ------ | --- | ---- |
| Agrippina       |         |        |     |      |
| Alibi atroce    |         |        |     |      |
| Amleto          |         |        |     |      |
| Amore e libertà |         |        |     |      |